# Szentlélek-rend
A Szentlélek-rend, franciául: Ordre du Saint-Esprit, francia királyi alapítású egykori lovagrend (1578–1830), a kora újkori Európa egyik legtekintélyesebb és legelismertebb lovagrendje. Nagymestere a Francia Királyság mindenkori uralkodója volt. A rend kék vállszalagját (cordon bleu) a mellkason és jobb vállon átvetve hordták. Ennek nevét kölcsönözte az 1896-ban alapított párizsi Le Cordon Bleu nemzetközi gasztronómiai iskola.

A rend lánca (heraldika)

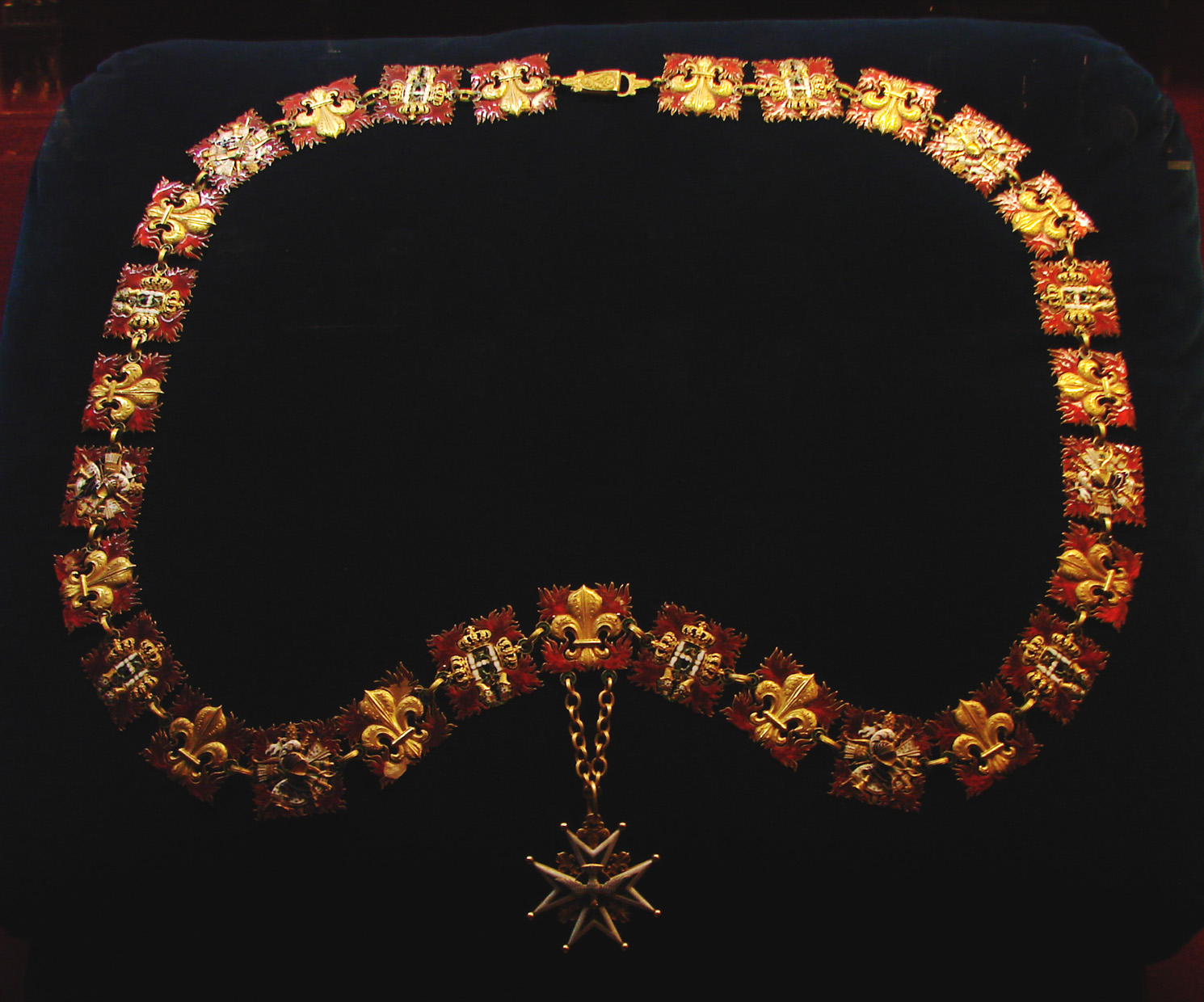
A rend lánca (Collier de l’Ordre)

A rend szalagsávja

## Története
A lovagrendet III. Henrik francia király alapította 1578 decemberében, hogy így fejezze ki háláját és köszönetét a Szentléleknek azokért az áldásos eseményekért, amelyek három korábbi év pünkösdi napján történtek, és amelyek meghatározták életét: 1551 pünkösd napján jött a világra, 1573 pünkösdjén a Lengyel–Litván Unió uralkodójává (Lengyelország királyává és Litvánia nagyfejedelmévé) választották, majd 1574 pünkösdkor megörökölte Franciaország királyi trónját.
A lovagrend a francia forradalomig működött. A Nemzeti Konvent feloszlatta, és Napóleon császár sem állította helyre. 1814-ben XVIII. Lajos király újjászervezte a rendet, de az 1830 júliusi forradalom után végleg megszűnt.

## Jelképei
A rend jelképe fehér zománccal borított négyágú arany kereszt, nyolc gombos csúccsal, az ágak közötti szögletekben négy Bourbon-liliommal. A zöld zománcozású középső körpajzs előoldalán ezüst galamb, a Szentlélek jelképe, hátoldalán Szent Mihály arkangyal képe látható.
A rend latin nyelvű jelszava „duce et auspice” vagy többes számban „ducibus et auspicibus”, azaz vezetve és irányítva. Az rend keresztjét a rend világoskék vállszalagján (franciául: cordon bleu) viselték, ezt a jobb vállon vetették át. Ehhez tartozott még a mellkason viselt ezüst csillag, mely a rend keresztjének előlapját formázta. 1824-től ez az ezüst csillag zöld zománcdíszítést is kapott. Egyházi (papi) tisztséget viselő rendtagok a keresztet nyakszalagra függesztve viselték. 
A kék vállszalag (cordon bleu) lett később az 1896-ban alapított párizsi Le Cordon Bleu nemzetközi mesterszakács-iskola nevének ihletője. A mai francia nyelvben a „cordon bleu” kifejezés mesterszakácsot, kiemelkedő gasztronómiai tudású személyt jelent.

## Szervezete
A rend nagymestere mindig maga az uralkodó (Franciaország királya) volt. Mellette a lovagrend három osztályra tagozódott:
- nyolctagú parancsnoki osztály (franciául: commandeurs). Kezdetben meg volt szabva, hogy ebből négy bíboros legyen, további négyen más főpapi személyek (érsekek, püspökök, prelátusok) lehettek, később „lazítottak” a szabályon, nyolc főpapi személy lehetett az osztály tagja, rangbéli korlát vagy megkülönböztetés nélkül. Rajtuk kívül a parancsnoki osztályhoz tartozott még Franciaország mindenkori főalamizsnása (franciául: Grand Aumônier de France), aki tisztségéből eredően kapta a tagságot.

- négytagú vezető főtisztviselői osztály (Officiers Commandeurs),
  - a kancellár és főpecsétőr (Chancelier és Garde des Sceaux),
  - a ceremóniamester (Prévôt et Maître des Cérémonies),
  - a főtárnokmester (főkincstárnok), (Grand Trésorier), és
  - a titkár, jogász, jegyző (Greffier).

A főtisztviselők alatt beosztott tisztviselők (officiers) szolgáltak: intendánsok, családfakutatók (genealógusok), végrehajtó tisztviselők, történetírók és hasonlók).
- a lovagi osztály mindenkor 100 lovagból (chevaliers) állhatott.

Születésük jogán a rend tagjaivá váltak: a francia trónörökös (Dauphin) és a király gyermekei (Enfants de France) a 12. életévük betöltésétől, a királyi család hercegi rangú (princes du sang) a 16. életévük betöltésétől, külföldi uralkodócsaládok hercegi rangú tagjai a 25. életévük betöltésétől kezdve. Minden más személy esetén a korhatár a 35. életév betöltés volt. Ezen felül a felvételre jelölt személynek római katolikus vallásúnak és legalább négy generáció óta nemesi ranggal kellett rendelkeznie. A legutóbbi feltétel nem vonatkozott a Francia Királyság Nagy Alamizsnására (Grand Aumônier de France), a főkincstárnokra (Grand Trésorier), és a titkárra (Greffier).
A Szentlélek-rend minden tagja egyben tagja volt a Szent Mihály Lovagrendnek (Ordre de Saint-Michel) is. A két rend tagjait megillette „A Szent Mihály Lovagja és a Szentlélek Lovagja” (Chevalier de Saint-Michel et Chevalier du Saint-Esprit) cím. A hosszú hivatalos elnevezés helyett azonban általánosan használták a rövidebb címet: „A Király Rendjeinek Lovagja” (Chevalier des Ordres du Roi).

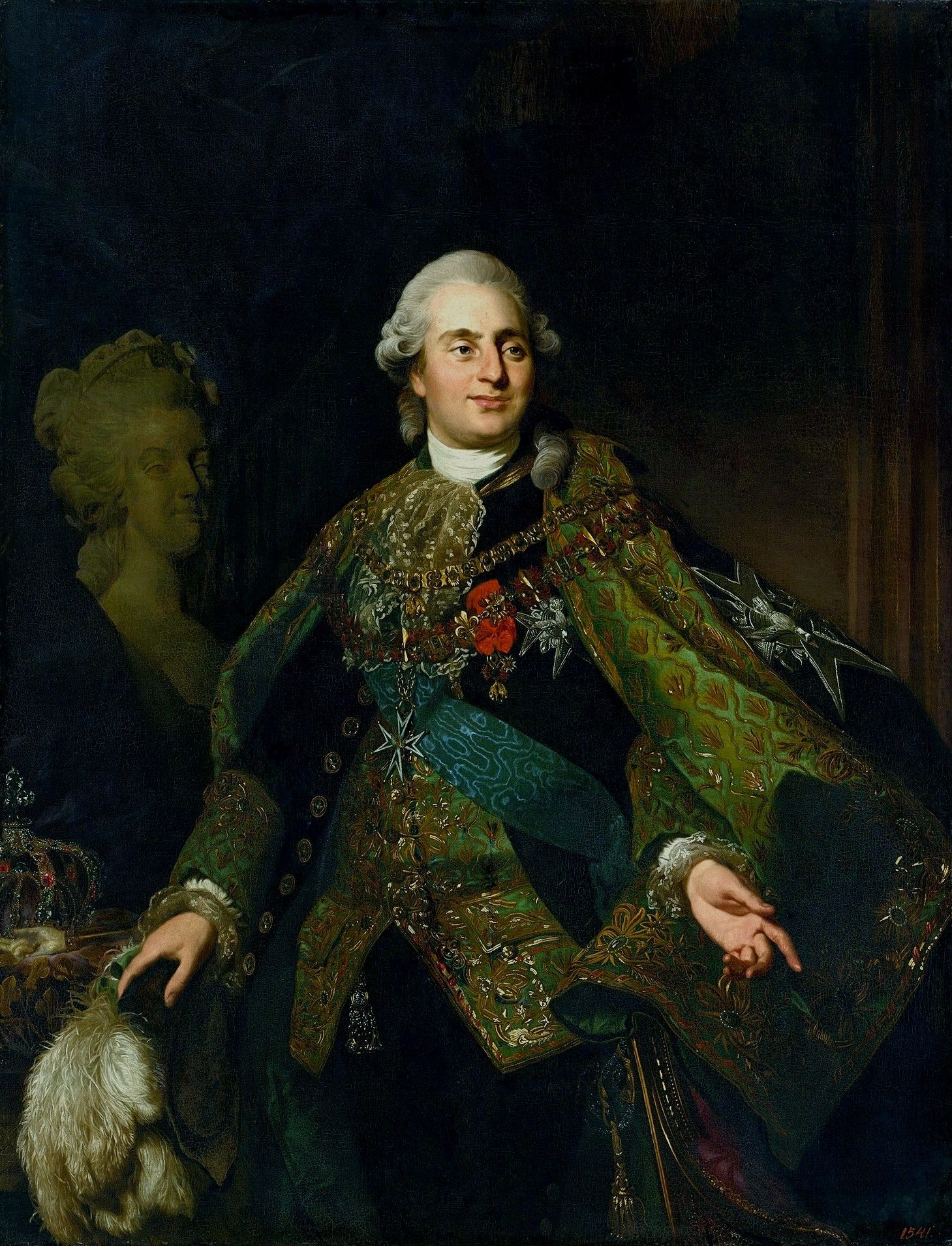
XVI. Lajos a rend díszruhájában

## A rend nagymesterei
A rend szuverén nagymesterei (Souverain Grand Maître)
1. 1578–1589: III. Henrik francia király, a rend alapítója
2. 1589–1610: IV. Henrik francia király
3. 1610–1643: XIII. Lajos francia király
4. 1643–1715: XIV. Lajos francia király
5. 1715–1774: XV. Lajos francia király
6. 1774–1791: XVI. Lajos francia király
7. 1814–1824: XVIII. Lajos francia király
8. 1824–1830: X. Károly francia király, a nyolcadik, egyben utolsó nagymester.

## Néhány nevezetes rendtag

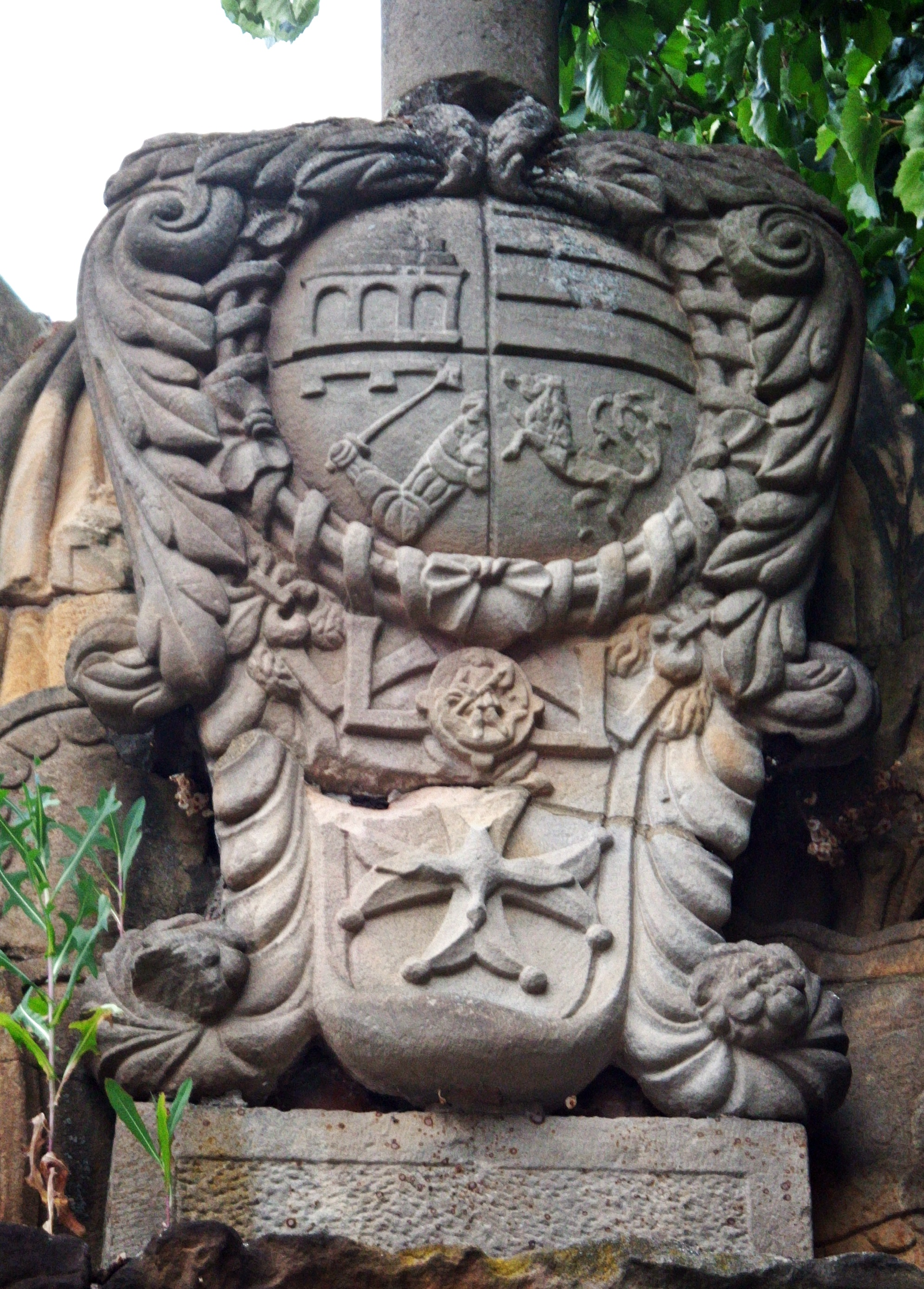
A rend jelképei Joseph de Montclar altábornagy (1625–1690) síremlékén
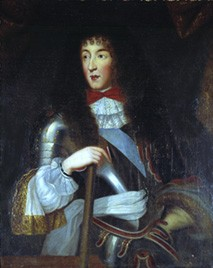
(I.) Fülöp orléans-i herceg (1640–1701), a rend kék vállszalagjával
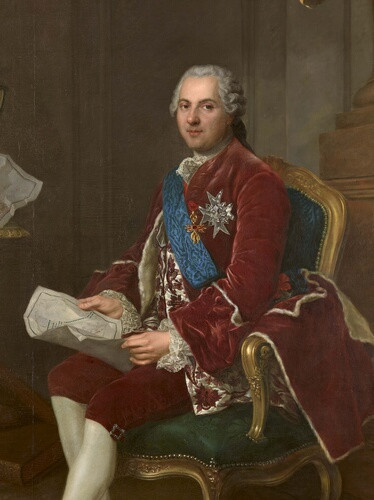
Lajos Ferdinánd trónörökös (dauphin) a rend kék vállszalagjával és keresztjével
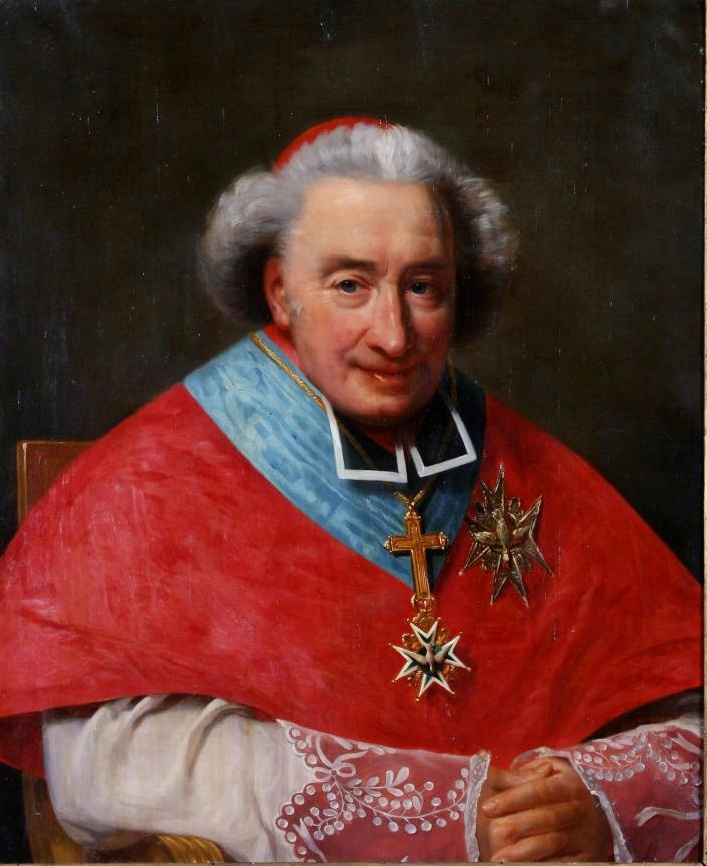
Anne-Antoine-Jules de Clermont-Tonnerre bíboros, a rend komtúrja
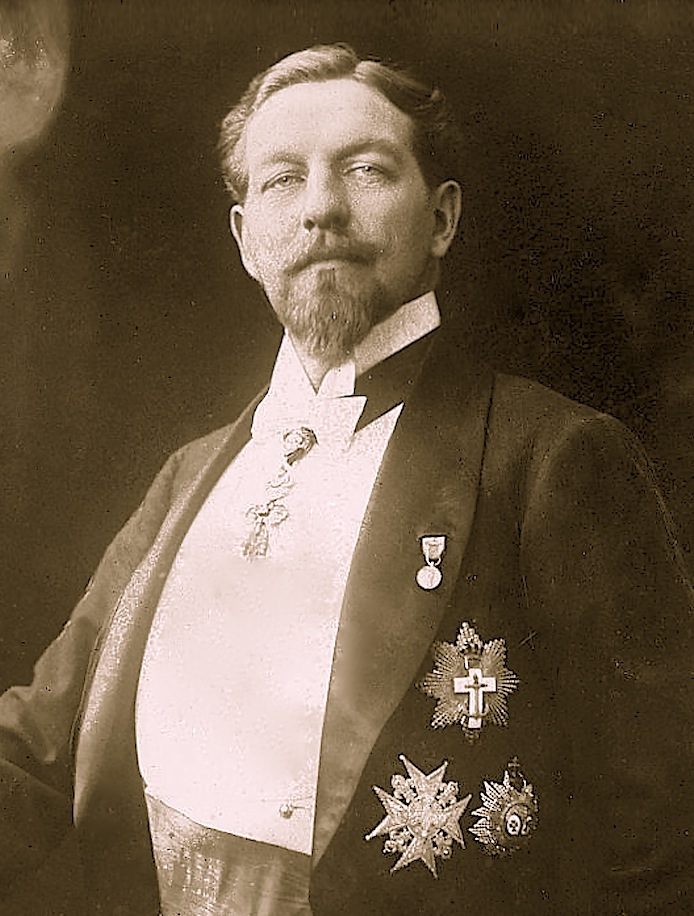
Orléans-i Fülöp (1869–1926), Párizs grófja, Fülöp herceg (1838–1894) fia, az Aranygyapjas rend és a Szentlélek-rend jelvényeivel

## További információ
- A Wikimédia Commons tartalmaz Szentlélek-rend témájú kategóriát.
- A Wikimédia Commons tartalmaz A Szentlélek-rend-lovagjai témájú kategóriát.